# Вільгельм-старший Попел з Лобковіц
Вільгельм-старший Попел з Лобковіц (чеськ. Vilém starší Popel z Lobkowicz; нар. 1567 — пом. 1626) — державний діяч Богемського королівства, один з лідерів протестантів, діяч початкового періоду Тридцятилітньої війни.

## Життєпис
Походив з чеського магнатського роду Лобковіци, Таховської гілки. Син Яна IV Попеля з Лобковіц, найвищого бургграфа королівства Богемія, та Єлизавети фон Роггендорф. Народився 1567 року. У 1570 року втратив батька. Перебував під опікою матері до її смерті у 1587 році. Здобув гарну освіту, виховувався в протестанському дусі.
Завдяки впливовому статусу родини зробив швидку кар'єру. Послідовно був гетьманом Пльзенського і Літомержіцького країв. Потім опинився в почті імператора Священної Римської імперії Рудольф II.
За часів правління імператора Матіаса I разом з Вацлавом Вільгельмом з Роупова стає одним з лідерів протестанської опозиції в Богемії.
1615 року разом з Вацлавом Вільгельмом з Роупова і Яхимом Ондржеєм Шліком вів перемовини з Матвієм I Габсбургом щодо збереження прав протестантів та положень «Грамоти Величності» («Маестат»), наданої Богемії попереднім імператором Рудольфом II. У 1617 році спільно зВацлавом Вільгельмом з Роупова очолив спротив намаганню найвищого бургграфа Зденека з Лобковіц затвердити кандидатуру штирійського герцога Фердинадна Габсбурга на трон Богемії за життя імператора Матвія I. Саме завдяки Вільгельм з Лобковіц сейм Богемії затвердив вимогу до Фердинанда Штирійського щодо затвердження перед коронацією «Маестату» та «Зрівнняня» (рівність прав католиків і протестантів). Лише після цього Фердинанда було визнано королем Богемії.
У 1618 році приєднався до повсталих, оскільки Фердинанд Габсбург порушив «Маестат» і «Зрівнняня». Брав активну участь в Празькій дефенестрації, особисто викинувши з вікна Ярослава з Мартініца. Потім стає одним з 30 директорів, які взяли на себе керування королівством до прибуття Фрідріха V, курфюрста Пфальцу. У 1619 році останній призначив Лобковіца найвищим гофмейстром. Врятував від знищення кальвіністами Собору святого Віта.
Після поразки богемських військ у битві на Білій горі бувзасуджений до страти, але врятований родичем Зденеком з Лобковіц. Тому запроторений до в'язниці з конфіскацією майна. Перебував в Празькому замку і замку Збірог, де помер 1626 року.

## Родина
1.Дружина — Єва, донька Яна Їржі з Швамберку, гетьмана Бехинського краю
Діти:
- невідомо (1591)
- невідомо (1592)

2.Дружина — Сибілла Вальдштейн
Діти:
- Ян Ердман, (1603—1648), на службі Саксонії. Останній представник Таховської гілки Лобковіц
- Єва, дружина Яна з Швамберку